# NGC 6801
NGC 6801 is een spiraalvormig sterrenstelsel in het sterrenbeeld Zwaan. Het hemelobject werd op 5 augustus 1886 ontdekt door de Amerikaanse astronoom Lewis A. Swift.

## Synoniemen
- UGC 11443
- MCG 9-32-5
- ZWG 281.3
- PGC 63229
- CGCG 281-003
- CGCG 1926.5+5416
- IRAS19264+5416
- ISOSS J19276+5422
- 2MASX J19273579+5422224
- UZC J192735.9+542222
- NVSS J192736+542226